# 古龍筆下武功列表
古龍的武俠小說中有不少原創的武學，在華文媒體及電遊中亦多有被使用。

## 跨作品武功

### 小李飛刀
长三寸七分（也有描写为七寸的时候），由「小李探花」李寻欢使用。刀是京城大冶的铁匠花了两个时辰打造出来的，可在「平湖」百晓生所品评的天下《兵器谱》中，「小李飞刀」排行第三，仅列在「天机老人」的「天机棒」、和「龙凤环」上官金虹的「子母龙凤环」后面。从刀的构造上，多少还可摸索出一点「小李飞刀」所以无敌天下的原因。
「小李飞刀」在作品中是正义的象征。江湖对「小李飞刀」的评价是：「小李神刀，冠绝天下，出手一刀，例不虚发！」，意思是李寻欢的飞刀从不轻易出手，但只要一发射每发必能命中目标，绝对没有一人能躲得过，且李寻欢虽从未杀错过一个人，所以「小李飞刀」在江湖人心目中是一种「恶魔」的化身！
晚期作品《圆月弯刀》中补充，「小李飞刀」刀身上一个「李」字标记，证明了它是李寻欢自己用的刀。

### 七七四十九手回風舞柳劍
武林名宿巴山顧道人所創的劍法。空靈清絕，威力奇大，是一套需要用轻功配合的剑法。劍勢如霧，似清風無痕、來去無蹤。
与武当的两仪神剑，昆仑的飞龙大九式，并称为玄门三大剑法。

### 金絲綿掌
樂山老人俞放鶴的成名絕技，威力極強。

### 滿天花雨
暗器中最厲害的一種手法。白玉老虎中滿天花雨為唐家的獨門暗器手法，練到登峰造極時，一雙手可以同時發出六十四件暗器來，分別打向六十四個部位，怎麼躲都躲不了。
在《名劍風流》中，銷魂宮主朱媚曾以滿天花雨撒銀針對付敵人，可惜對十大高手之一胡佬佬沒有用。
《歡樂英雄》中，燕七也使這打暗器的手法，江湖中幾乎人人都知道都聽過，但真正看過的人已不多，真會用的人當然更少。

### 天地交征阴阳大悲赋
记录了七种这世上最可怕最邪门的武功，传说此书成时天雨血，鬼夜哭，写下此书的人也在写下最后一个字时吐血而死。
《大悲赋》中其中武功大多已经失传，只留下三种：「天绝地灭大搜魂手」、「天移地转大移穴法」和「天绝地灭大紫阳手」。
《天涯明月刀》中星宿海多情子会「天绝地灭大搜魂手」，傅红雪会「天移地转大移穴法」。
最後多情子死於傅红雪刀下。
另外公子羽没得到过《大悲赋》，只是与傅红雪对弈的一种心理战，想让傅红雪心里缺少信心，心甘情愿当他的傀儡。
书中公子羽在最后谎言得到大悲赋和孔雀翎，并对傅红雪说其实大悲赋和「孔雀翎」没有人想像中那么厉害。
其实在《天涯·明月·刀》一书里《天地交征阴阳大悲赋》与『孔雀翎』都没有真正出现过，『孔雀翎』是「孔雀山庄」镇庄之宝，凭此神器威名「孔雀山庄」得以独步天下，但实际「孔雀翎」早已消失（详见《七种武器》系列之《孔雀翎》）
至于《天地交征阴阳大悲赋》按描写来说是最邪门的武功，而最邪的应该是魔教武学，傅红雪本身就是魔教花白凤公主的养子，会其中一样也很正常，多情子是西方星宿海之人，应该也和魔教人物有所关联。
根据这些信息，估计这武学原本应该是魔教圣功，属于内外兼修的典籍，「移玉大法」应该也是辅助武学，用来传功。
《天地交征阴阳大悲赋》与魔教最高外功武学圆月弯刀「神刀斩」同为教主身负武学，「绿玉魔杖」是魔教传教信物。

### 天绝地灭大搜魂手
使用者：西方星宿海的多情子
他们本来还全都好好的站在那里，这个字说出来，五个人的脸色忽然变得惨白，全身的血肉好像一下子就被抽干，五个生气勃勃的壮汉，忽然间就变得干枯憔淬，忽然就全都倒了下去。

### 天移地转大移穴法
使用者：傅红雪
「你能将穴道移开一寸，至少已将这种功夫练到了九成火候。」

### 腹語術
用肚子发声。

### 大天魔手
魔教中最可怕的武功，手变利刃。

### 勾魂摄心大法
可以迷人心智，为己所用。

### 嚼铁大法
生吞金铁如豆腐。

### 神刀化血，魔血大法
只要沾到一滴魔血，就生不如死。

### 以牙还牙，神龙无相大法
幻化万千，以彼之道，还施彼身。

### 天機棒
古龙《多情剑客无情剑》中「天机老人」的兵器，在百晓生的《兵器谱》中排名第一！
「如意棒」又叫做「天机棒」，千变万化，妙用无方，天机不可泄露，除了「天机老人」外，别的人不会知道有什么妙用。

### 子母龍鳳環
古龙《多情剑客无情剑》中为「龙凤环」上官金虹的武器，兵器譜上排行第二。
双环交错，一环呈金龙环绕，一环呈金凤环绕。材质特殊，可以吸住各种铁制兵器，能收能放、可攻可守，百晓生《兵器谱》排名第二。

### 彈指神通
在《楚留香系列》中，是無花所使的內家武功，一縷銳利指風，急切敵人的「期門」、「將台」諸穴。敵人不必被這─指點中，只要被指風掃及半邊身子也將動彈不得。
在《陸小鳳系列》中，華山派的「彈指神通」和張邊殷氏的「一陽指」和武林中絕傳已久的功夫「指刀」並稱。

## 蒼穹神劍

### 蒼穹十三劍
身負絕技的星月雙劍戴夢堯、陸飛白在初入江湖之時，以蒼穹十三式殲滅了紫荊七剎，後由熊倜練成。

## 月異星邪

### 十二都天神功
卓浩然自幼苦練的無上神功，就是道家所謂的罡風，佛家所謂的般若掌力，練的方法雖不同，但殊途同歸，不但得到的境界一樣，發出的功能也大同小異，是一種無堅不摧、至剛至猛先天之真氣。

### 迷蹤七變
萬妙真人尹凡獨步江湖的身法，其中的蒼鷹變能夠凌空擊敵，而能借勢騰越。

### 霓裳仙舞
紅衣娘子溫如玉的身法。

### 七禽身法、飛龍五式
天山一脈傳下的武功，能夠凌空擊敵，而能借勢騰越。

### 蒼穹十三式
青年星月雙劍獨步武林的武功，能夠凌空擊敵，而能借勢騰越。

### 童子功十三太保橫練
多事頭陀數十年未曾間斷一日修練的武功，氣力之長勝過他人。

### 就地十八滾
江湖下五門中的絕頂功夫，喬遷曾對溫瑾使出。

## 大人物

### 飛燕七式
柳風骨的獨門功夫，是輕功中最難練的，是輕功中最高妙的一種。

### 羅漢伏虎拳
少林絕技之一，無色大師曾用來跟楊凡交手，這路拳法經過十餘代少林高僧的修正、改進，到現在幾乎已無懈可擊，其招式講究的本是以強欺弱，以剛克柔，所以最消耗真力，但據說一個真正對羅漢伏虎拳有造詣的少林高僧，在雪地上將這一趟拳打完，最多也只不過在雪地上留下七個腳印。 最霸道的一招「風雷並作」施展時招中有招，連環變化，變化無窮。

## 湘妃劍
化骨神拳

武林奇人海天孤燕連敗中原武林各門各派的二十六個掌門人的拳法，每個人在他手下都未曾走滿十招，此拳法練成後手掌以及肌肉色如瑩白，在白裡隱隱透現一絲淡青之色，並且雙手關節能隨意扭轉。
毒龍掌

屠龍仙子所創的掌法，這‘毒龍掌’之毒，毒在別人看來，掌風軟弱，似是毫不起眼，但只要沾著一些，便無藥可救。

## 劍毒梅香
虯枝劍法
七妙神君梅山民之絕技，專為克制中原五大劍派所創的武功，因他平生酷愛梅花，故此套劍法的招式亦均以梅花取意和命名。
該劍法變化繁多，招式有「乍驚梅面」、「風弄梅影」、「踏雪尋梅」、「梅花三弄」、「冷梅拂面」、「寒梅吐蕊」、「梅吐奇香」、「梅占先春」、「香聞十里」等。後傳於辛捷，使之更加發揚光大。

## 歡樂英雄

### 天龍八式
陸上龍王的武功。第一式為「潛龍升天」，使出時身子騰空而起，就像是下面有雙看不見的手在託著。

## 浣花洗劍錄

### 枯木神功
武功中久已絕傳之七大魔功之一，練此魔功之人，勁力非常陰柔，而其七情六慾完全麻木，行事不能以常理衡量。書中木郎君已將「枯木神功」練至七、八成火候，全身已練的如同木頭一般，普通刀劍，都難傷得了他，向他襲擊的瘤子乞丐被他陰功反震反而成傷。

### 伏魔劍法
上古大禹治水時所創，武林失傳數百年之，紫衣候以此劍法勝了東海白衣人半招。

### 扭轉乾坤殺手劍
海南劍派一招反手殺著，辛辣犀利，天下無雙。

### 子母追魂脫手劍
王大娘的成名絕技。白衣人評價此招不差。

### 天龍棍
「中原十三種外門兵刃」排名第一。「亂世人龍」公孫紅的成名絕技。

### 破雲震天筆
「中原十三種外門兵刃」排名第二。「天上飛花」冷冰魚的成名絕技。

### 風雨雙鷹牌
「中原十三種外門兵刃」排名第四。「風雨神鷹」英鐵翎的成名絕技。

### 東海鎖鐮刀
「中原十三種外門兵刃」排名第五。「天刀」梅謙的成名絕技。

### 百寶杖
「中原十三種外門兵刃」排名第七。「百寶杖」萬老夫人的成名絕技。

### 溫侯七喪戟
「中原十三種外門兵刃」排名第八。「七喪戟」鐵溫侯的成名絕技。

### 鶴爪鐮
「中原十三種外門兵刃」排名未知。「青鶴」柳松的成名絕技。

### 雷珠神火鞭
「中原十三種外門兵刃」排名未知。「火雷珠」王烈火的成名絕技。

### 九連環
「中原十三種外門兵刃」排名未知。「九連環」錢奎的成名絕技。

### 流星趕月飛龍斧
「中原十三種外門兵刃」排名未知。「飛龍斧」孫玉龍的成名絕技。

### 自然之劍
方寶玉結合殺手三劍後感悟天地所創的絕世劍法。置諸死地於後生。
也不知過了多久，寶玉的腳步，突然後退……向後退， 白衣人步步進逼，寶玉掌中劍已被壓下。 群豪的身子開始顫抖，不住地顫抖。 突然，閃電船急退四步，寶玉整個人竟乎平地跌了下去，撲地跌倒在白衣人腳前。 白衣人長劍若是落下，方寶玉便要身首異處，但他卻似大出意外，長劍竟不由自主頓了一頓，他畢竟無法再取方寶玉的眉心，無邊的大地，已護住了寶玉面目。 群豪的心都已裂成碎片，嘶聲驚呼…… 但驚呼方自出口，白衣人長劍還未擊下—— 
劍光，突然自白衣人腳尖飛起，一縷鮮血，隨著這沖天而起的劍光飛射而出，像是要筆直射入雲霄。 白衣人身子搖了搖，突然仰天狂笑道：「好妙的一劍……當真妙絕天下。」 狂笑聲中，他仰天倒了下去。

## 圓月彎刀

### 天外流星
丁鵬之父無意所得一頁殘缺的劍譜上所載的武功，丁鵬苦練十三年，每天練七個時辰方練成，招式如天外飛來，神奇妙絕。後來丁鵬相繼憑借此招擊敗史定、葛奇、郭正平等江湖中的名俠。

### 青松劍譜
柳若松從武當劍法中自行另創的劍法，一共只有六招，柳若松巧計奪得天外流星劍譜後，將之改稱為自創之招武當松下風。

### 伏虎神拳
南宗少林的俗家大弟子孫伏虎所練的拳法。

### 神刀斬
魔教武學，招式簡單、單純、直接，一刀劈出根本沒有變化，卻已發揮出一柄刀所能發出的最大威力，出手時所用的刀法，部位、時間、力量、速度都是經過精確計算的，恰好能將他所有的力量發揮到極限。丁鵬獲魔教教主傳授，憑此技威震天下。

### 五行劍法
商家堡堡主商震的劍法，招式艱澀冷僻，但使用時的威力卻極大，五行相生相剋，其中有些變化別人根本想不到，當然更無法抵禦，且商震內力之深湛也可以補劍法之不足。

### 燕子雙飛
魔教長老鐵燕夫婦的刀法，被稱譽為「燕子雙飛，雌雄鐵燕，一刀中分，左右再見」。

### 銀龍手
魔教長老銀龍的武功，手臂是銀的，刀劍都砍不斷。殺人的時候。都是用手掌切中人的咽喉，喉骨立斷而死。。

### 五虎斷門刀
彭家秘傳的刀法，剛烈、威猛、霸道，「一刀斷門，一刀斷魂」，稱霸江湖八十年，很少有過放手。 彭天壽以掌中一柄刀橫掃兩河群豪，四十年前忽然失蹤，實為死在鐵燕夫人刀下。。

### 金針開穴之法
《憐花寶鑒》上紀載的解穴救人之術，可以解得任何閉穴手法，使用時以長長短短十幾支金針施展，落手迅速，認穴準確無比。

### 移玉大法
魔教武學，可以把一個人的功力轉移到另一個人身上，使對方在極短的時間內成為一個高手。魔教之中僅有教主練就，是教中為培植下一代教主而特設的一種功夫，使新教主能在短時間內成為絕世高手而君臨天下所用，但移玉神功轉注的功力，本身會打一個折扣，能發揮多少要看接受轉移者的天資。魔教之中教主跟旁支的天美宮主都練有此技，分別並暗中將功力轉給丁鵬跟謝小玉。

## 大旗英雄傳

### 嫁衣神功
『武道禅宗、嫁衣神功』嫁衣神功这种功夫因为太过猛烈，所以练到六七成时，就要将炼成的功力全都毁去，然后再从头练过。这种功力本就是准备练成后再毁的，所以毁去后体内犹有余根，使练的人再练时，便可事半而功倍。正所谓「欲用其利，先挫其锋」就是这个道理。
嫁衣神功经此一挫，再练成后，其真气的锋芒已被挫去，但威力却丝毫未减，练的人等于已将这种功夫练过两次，对这种真力的性能，自然摸得更熟，非但能将之发挥最大的威力，而且可以收发由心，运用如意了。
“禅宗”最重“顿悟”，这神功既称武道中之禅宗，自是也以顿悟为重，而这个顿悟却被多数世人曲解成神功练来是要留给别人享用的。其实只有大智大慧的人，才能创立出这样一种独树一格的武功来，创出这嫁衣神功的人，更是天生奇才，盖世无双，这种功夫若真的只能为人作嫁，他又为何要苦心将之创出呢？其实嫁衣的本意是女人最美不过出嫁时，披挂嫁衣之女，此刻除去旧衣而穿新衣，犹如再世为人，需要放弃自己的生活环境而进入到新的生活环境中去。舍得舍得，有舍才有得，这就是禅宗顿悟。
嫁衣神功完整版本大成后，功力已可完全收发自如，不到运用时，绝不会有一丝外泄，功力已和自身结成一体，任何外力都不能将之动摇。一旦发动内力时会产生一股奇异的力量，如火焰般猛烈的真气让他人如遭雷电所击。

### 削香
朱藻所赠一本由夜帝夫人手抄之剑诀，是武林中一种绝代剑术，只是失传己久。
削香剑术变招之快，当世无双，以铁中棠手腕之灵巧，学这剑术，正是相得益彰。

### 霸絕人間
是名震天下的夜帝终极掌法，傲视当代，无人可及。这是他毕生功力所聚，其力道之强猛，惊天动地；其声势之惊人，震慑山壁。夜帝霸绝人间的强猛掌力可与燕南天天下无双的强霸拳势相提并论。
原文：『突听夜帝暴喝一声，惨厉的喝声中，他身子已平地拔起，接连两掌，向那出口处的山岩击了过去。这两掌正是名震天下的夜帝毕生功力听聚，其力道之强猛，其声势之惊人，又岂是任何文字所能形容。但闻一声惊天动地的大震，四面山壁都为他这一掌之威所震慑，顿时四下回声如涛如浪，良久不绝于耳。 只是回音过话，山岩仍无恙，这一掌之威却可霸绝人间，却终是不能与大地自然之力相抗。这历经时代之变迁，日受海涛之摧打，已被磨炼得坚逾精钢之山岩，又岂是任何人力所能摧毁？』

### 大旗風雲掌
鐵血大旗門的武功絕技之一。

### 鐵血十二式
鐵血大旗門的武功絕技之一。

### 大周天絕神陣
常春島鎮島之寶。
原文：「日后」却早已算定「夜帝」这一着，她终究不敢独斗，集全岛百余高手之力，摆下了「大周天绝神阵」，在岸边等候，「夜帝」方自踏上「常春岛」，她便与要下誓约，只要「夜帝」能破了绝神阵，她便听凭「夜帝」来处置，若在三个时辰中破不了此阵，便得完全听凭她发落了。
那日海上风浪极大，「夜帝」下船时已是疲累不堪，而且三个时辰，又嫌太少，虽明知这誓约立得极不公道，却又被好这条件所诱，无法拒绝，一战之下……打赌失败，而又要信守诺言，失去自由。

### 斷絕神功
彩虹七劍之首盛存孝所練奇功，無論是誰，只要一練這斷絕神功，非但必將失卻養育子孫之能，而且一個練的不好，便將走火入魔，甚至因此喪生。是以江湖中雖有不少人知道這斷絕神功的練法卻沒人去練。

### 五毒神功
1.千蛛萬毒手 2.五毒神功 3.五毒鉤法 4.五毒煙蘿步 5.毒技 6、蛇毒奇巧

## 武林外史
搜魂奪命追風七十二劍
徐若愚所用劍法，招式俱是煞手，雪片般的劍光撒將開來，有攝魂奪命之威。

## 七種武器

### 重樓飛血
前天下武林第一高手「大雷神」金開甲的『風雷神斧』斧頭招式，就算金開甲在泰山絕頂決鬥時為『孔雀山莊』秋老莊主的「孔雀翎」所傷，重樓飛血還是沒有被破解。
金開甲說：武功本就是人世的，只要你肯用心，無論做什麼事的時候，都一樣可以鍛鍊你的武功。

### 百步神拳
鎮遠鏢局的主人，「神拳小諸葛」鄧定侯所練的少林武功。

## 名劍風流

### 銷魂天魔舞
天蠶教絕學，瓊花三娘子裸體倒立狂舞，作出種種渴望的姿態，發出聲聲銷魂的喘息，和著奇異的節奏，專一誘發男人的原欲一聲聲摧毀人的意志，使之瘋狂、意志崩潰。四川唐門掌門唐無雙最害怕這種功夫。瓊花三娘子曾用銷魂天魔舞對付俞佩玉，但俞佩玉自幼修身養性，定力超人，竟不為所動。

### 屍魔血煞大法
天蠶教七大魔功之一，中了苗疆「天蠶教」的劇毒，不但神智瘋狂，變得力大無窮，而且全身的血也俱都變成了毒血，常人只要沾著一點，片刻間蔓延全身腐爛而死。進化招法為金刀化血和化血分身屍解大法，書中描述:窗戶啪的一響，窗外已掠入個人來。 這人雙睛怒凸，面色已成黑紫，雙肩之上，前胸後背，竟插著七柄珠玉鑲柄，光芒閃閃的金刀。這人死魚般凸出來的眼睛，直勾勾的瞧著唐無雙，眼角鮮血泊泊，那神情也不知有多麼詭秘可怖，金光閃動，七柄金刀竟一條線飛出了窗外，原來鑲珠的刀柄上，竟繫著根烏金細線。 金刀騰空飛去，刀孔裡箭一般射出了七股鮮血，鮮血凌空飛濺，幾乎已將斗室怖滿，毒血雨點般濺到灰黃的土牆上，立刻變成了黑紫色，這斗室四壁，立刻像是畫滿了無數潑墨悔花。

### 羅帕招魂大法
天蠶教七大魔功之一，羅巾之中，正藏著天蠶教中最厲害的迷藥，看來雖輕易，但使用時非但手法、時機、風向，絲毫差錯不得，還得先令對方神魂癡迷，毫不防備，這自然還得要配合使用人的媚力和機智，是以這羅帕輕輕一招間，學問正大得很。

### 唐門毒砂
這『毒砂』正是唐門暗器中最霸道的一種，力量雖不能及遠，但在一丈六七之內，只要毒砂撒出，就很少有人能逃得出它威力籠罩之下，無論誰只要挨上一粒，若無華陀刮骨療毒的手段，一個對時傷口就要潰爛，三天之內就必死無疑。 

### 唐門鐵蒺藜
外型黝黑無光的暗器，這暗器乍看像朵花，再看像個針團，仔細一看卻又什麼都不像了，鐵蒺藜本不是什麼特別的厲害暗器，唐家的鐵蒺藜特別厲害，就是因為它製造的方法不同。
要先打好一片片比瓜子殼還小的鐵葉子，然後再一片片拼湊成的，它一打進人的身體，鐵葉子就立刻散開，你若想將這暗器起出來，就非得將那一大塊肉都挖出來不可。這暗器本是十三片鐵葉子拼成的，不但每片鐵葉子上都淬了毒，而且每片鐵葉子上淬的毒都不同，十三種毒性一見血就發作，那是神仙也救不活的。 在唐家的七種厲害的暗器裡，這鐵蒺藜算是最普通的，最簡單的一種，只不過是十三片鐵葉子拼成的，卻須配合用唐家特別的手法打出才可發揮其威力。

### 百步神拳
少林寺的不傳之秘，不但傷人於無形，還能令人傷發於七日之後，富八太爺曾以百步神拳對著不夜城主東方大明的傳人-紫沙島主鄭玄抱拳一揖，七日後使他吐出黑血成斗，當晚不治而亡。

### 飛魚式
海南劍派掌門魚璇威震南海的劍招，以此一招將長江水道總瓢靶子歐陽龍刺殺於劍下。

### 追風掌
飛駝乙崑的成名武功。

### 進步連環·游龍十八式
神龍劍客田龍子的成名武技。

### 行雲布雨·鳳舞九天
鳳三的武功之一，俞佩玉送信前受鳳三所授，曾用此式一招弄斷假林瘦鵑的菱花劍，更藉此招和怒道人的弟子十雲拆了兩百多招，接著再和洛陽田際雲大戰了近三百招，之後更憑此招和天狼海東青硬憾。

### 無相神功
東郭先生的絕世武功，乃先天罡氣的剋星，東郭先生曾以此功一掌先將姬苦情擊成重傷，並同時趁在墨玉夫人跟俞獨鶴的合攻下全身而退時，一招將富八太爺擊得重傷倒地不起。但無相神功最耗損真力，最怕同時面對頂尖高手聯手施展游擊戰術。
東郭先生後來將此無相神功傳授給俞佩玉，他曾和鳳三講述此功的難練處，「無相神功」能否練成，端賴定力和靈氣，定力夠，靈氣成，縱泰山崩於前亦不形於色，何長於飛瀑雷鳴之聲，如果練功者忍受不住那終日不絕於耳的震撼怒吼，那就是定力不夠，定力不夠則培養不出靈氣，也就沒有鍛煉「無相神功」的條件。
俞佩玉初練成無相神功試演功力時，倒懸而下的千丈瀑布，竟被他攔腰中斷，下半段竟再倒捲而起，變成了一條激天水柱。初成的無相神功已能一掌震斃姬苦情，在俞佩玉以無相神功和墨玉夫人的先天罡氣初對擊時，相撞之勢簡直憾山震嶽，兩股剛猛十足的內功造成的氣流勁急得像狂烈旋風，光激起的塵煙就使丈餘方圓內的高手都有砭膚刺肌之感。

### 先天罡氣
墨玉夫人姬悲情的獨門絕學，強橫異常，隨手一揮就能擊退鳳三，是連當時天下第一的東郭先生也忌憚的頂尖武學，最後荒山一役中，姬悲情的先天罡氣和東郭先生的無相神功打的不分軒輊。

### 驚龍搏命大三式
神龍門下的不傳之秘，威力之猛，天下無雙，一招三式既稱驚龍，乃是神龍受驚之後，才使出的招式，正是敗中求勝，死中求活的救命絕技，只因這招威力雖強，但孤注而擲，不留後手，若是一擊不中，自己便要落入險境之中。

### 飛龍八式
崑崙掌門天鋼道長的知名輕功。

### 金剛指
崑崙派掌門天鋼道長的絕技，凌厲無雙。

### 金絲綿掌
先天無極掌門俞放鶴的絕學。

### 羚羊掛角·天外飛虹
放鶴老人名震江湖的武功，俞佩玉藉此招擊敗假的點蒼派謝天璧。

### 先天無極劍
先天無極門的劍法，俞佩玉從畫作境界「看山不是山，看水不是水，看山還是山，看水還是水」中啟發，重新領悟放鶴老人的教導:「拘於形式的劍法，無論多麼精妙鄱非本門的精華，「先天無極」的神髓，乃是在於有意而無形，脫出有限的形式之外，進入無邊無極的混沌世界，也就是返璞而歸真，你若能參透這其中的奧妙，學劍便已有成了。」
書中描述:他折下根樹枝，以枝為劍，飄飄一劍刺了出去。他心裡全心全意，都在想著「先天無極劍」中的一招「天地無邊」，但劍刺出時卻絕不依照「天地無邊」的劍勢。 這一劍明明是一招「天地無邊」，但他刺出後卻完全不似，這一劍明明不似「天地無邊」，但天地無邊中的精髓，卻已盡在其中，兩人交手，能窺出對方劍勢中的破綻，所克制對方劍勢之變化者則勝，但這一劍有意而無形，卻叫對方如何捉摸？如何擊破？如何閃避！ 
爾後，俞佩玉以「天地無邊」此式大破唐門之主唐無雙一手揮出的二十多件暗器，書中描述:他手裡仍拿著那枝樹枝，竟閉起眼來全心全意，一招「天地無極」正擊而出，跟著又是一招反揮而出。正反相生，渾圓無極。 別人只見他掌中樹枝圈了兩個圓圈，也瞧不出是何招式，只聽得奪！奪！一連串聲響，二十多件暗器，也不知怎地竟全都釘到那樹枝上。 
一根光禿禿的樹枝，竟似平空生出了無數金花。

### 有刀而無招
俞佩玉自創的刀術，在與楊子江合擊靈鬼時領悟創出，昔年小李將軍刀法天下第一，故老相傳，天下無人能擋得住他一刀，只因他一刀使出，刀與招已渾成一體，別人但見其招，不見其刀，是所謂『有招而無刀』，卻教別人如何能閃避得開。而俞佩玉完全不懂刀法之下創出了『有刀而無招』，豈非比『有招而無刀』還要可怕得多。這刀術渾圓無極，根本無招，是以根本無跡可尋，就算要閃避破解，也無從破起，但這一招雖無『招』，卻有『刀』，既然有刀，就非躲不可，只因真正傷人的是『刀』，而不是招。

## 絕代雙驕

### 嫁衣神功
乃天下無敵之絕頂神功。據古龍書中的描述，此名取自「為他人作嫁衣裳」。功夫練成後，真氣就會變得如火焰般猛烈，自己非但不能運用，反而要日日夜夜受它的煎熬，那種痛苦實在非人所能忍受，所以只能將真氣內力轉嫁給他人。但若練成這一「嫁衣神功」，至少也得二十年苦功。然而，世上只知「嫁衣神功」絕不可練，卻不知還有另一秘訣：只因這種功夫太過猛烈，所以練到六七成時，就要將練成的功夫全部毀去，然後從頭再練。這叫「欲用其利，先挫其鋒」，嫁衣神功經此一挫，再練成後，其真氣鋒棱已被挫去，而威力絲毫未減，練的人等於將這種神功練過兩次，自然非常嫻熟，非但能將之發揮得淋漓盡致，而且收發自如。由於功力已和人結成一體，任何外力都不能將之動搖，所以即使「明玉功」練至極峰可以自動吸取對手功力，卻只能對「嫁衣神功」無法可施
絕代雙驕一書中，燕南天遭遇重重磨難最終大成，因而邁入武功天下第一之境界。

### 明玉功
移花宫邀月宮主練成的神功，是內家正宗的絕頂心法。練成此功第九層者體內的真氣已能形成一種漩渦，功力運行時不會向外揮發，反而向內吸收，無論什麼東西觸及了他，都會如磁石吸鐵般被吸過去，功力永遠不會消耗，只有增加。

### 神劍訣
天下第一神剑「大侠」燕南天独创的极刚武功，此剑法非但能在百万军中取主帅之首级，也能将一根头发分成两根。江湖盛传谁得了这剑谱，谁就可无敌于天下。
此剑法出手之快，剑势之强，环顾天下武林，已无一人能望其项背。一剑之威，睥睨天下！
燕南天那天下无双、无人能挡，无敌于天下的剑法所包含的力量已经超越形式，仿佛根本不存在，又仿佛到处都在；速度已经超越极限，无人无我空明清澈。拥有绝对静止与绝对生机的剑诀仿佛已与天地间所有神奇魔力的能量融为一体。 那甚至已超越了所有剑法的变化，已足以毁灭一切。天下剑法最强的燕南天一剑挥出，可以十丈外都能感觉出他的剑气，也可以将别人胡子头发都剃光，而却一点也感觉不到。神剑诀无名惊天，一剑灭天凌尘可把石质之坚硬，天下无双的青玉石巨椅劈断成两半。
不过这无敌天下的剑谱里面剑法奥妙是自平淡中见神奇，自扎实中见威力！需要精研剑法，好勇无畏之人方可达到神剑通明的至高境界。剑诀心法大成就可运剑而立如中流砥柱，稳如泰山磐石，铁桶江山，滴水不漏；剑光飞起，剑势绵绵不尽，看起来虽然平平实实，毫无花样，但出剑奇快，剑光如雷霆闪电，剑势奇猛，威力惊天动地。
燕南天剑法刚则纵横开阖，刚强威猛，招式之强霸，天下无双；柔则轻灵变化，当世无敌，阴阳互换，神剑无匹。

### 移花接玉
移花宫武功，是種借方便力的功夫，與武當的「四兩撥千斤」和少林的「沾衣十八跌」相似，只不過因為移花宮人出手特別快，能在對方力量還末充分使出前就搶先將力量撥點去，所以才看來分外神奇，再加上移花宮人故弄玄虛，會將簡單的事渲染得複雜且神秘，因此這項功夫才會被人認為很了不起。要使用這種功夫一定要能摸清對力的真氣是從什麼地方方向發出來，而且對方一定要使出氣力才能借力打力。若摸不清力量發出的方向，就使不出移花接玉的功夫來了。

### 五絕神功
這是幾十年前的「當世人傑」歐陽亭（比江別鶴更狠更毒的人，但是卻有一股縱橫氣概，非江別鶴那種膽怯之輩）找來「天地五絕」創出的心血結晶。其中記載的是普天之下各門各派的武功精妙所在，集各門之長，卓然自成一家。融會貫通之後無論哪一派的招式使出來都可以化腐朽為神奇，慢慢渾然圓通就能再無破綻。在招式提純變精的同時，內力也是成長變強更加迅速，這是武功中最深奧的秘密，學成後可橫掃天下。是古龍小說《絕代雙驕》裏面記載的絕世武學，記錄在一本淡黃絹冊之上，是驚天動地、空前絕後的武功秘笈。

### 化石神功
慕容九妹所修練的武功，處女玄陰之體方能練習，三年有成，其口訣及修練姿勢都記在九幅圖畫上。「化石神功，功成九轉，肌膚化石，萬物不傷，九轉功成，無敵天下……」，江小魚認為此功就是要將人練成殭屍，得知慕容九妹剛練成第三轉功夫，不欲她繼續，於是趁慕容九妹不能動彈之際將九張圖全丟在銅爐裡燒掉，使她不能再練。

### 神蛛凌空銀絲渡虛
黑蜘蛛的獨門輕功，袖中藏了南海千年神蛾所結的絲，又堅又韌，刀劍難傷，黑蜘蛛將蛛絲藏在一個特製的機簧筒中，手一揚，蛛絲就飛了出去，最遠據說要達一二十丈，而蛛絲頂端的銀針，無論釘住什麼東西，他人立刻就能跟著到哪裡，來去飄忽，快如鬼魅。

### 梅花鉤
海家所用的武功招式跟獨門兵器，招式迅急狠毒，專走刺、奪、絞、削，所用兵器乍看似鉤，但鉤頭部是朵梅花。

### 武當掌法
武當掌法是當時武林中最流行的掌法，招式清妙靈動，江玉郎曾用來跟魏無牙的門下弟子交手。

### 鎖子縮骨功
昔年無骨道人的不傳之秘，江湖上僅有十二星相中的胡藥師練就。可將一七尺男兒藏於一小段枯木中。

### 點血截脈
一種神秘的武功，與點穴手法大不相同。人的穴道永遠都在那一個地方，絕不會動，而人的血脈卻是不斷流通的，點血截脈就是要截斷人的血脈，血脈一不流通，身體自然不能活動，就會癱倒於地喪失戰鬥力。人的血脈由於流動不停，因此點穴截脈的手法也很巧妙，要點在血脈流動時前面的那一點，才能將血脈截斷，但這閉血點穴為時不能太久，否則被點的人就會死掉。 
點穴截脈這種功夫需要有較高的醫學修養和武功，江小魚初入江湖，遇到女扮男裝的鐵心蘭竟招架不住，他雖跟神醫萬春流學到不少醫道，但他武功平平，遂謊稱鐵心蘭中了他的七步陰風掌，哄騙鐵心蘭自己點截了自己的血脈。

### 陰風搜魂手
「半人半鬼」陰九幽的絕學。

### 銷魂美人功
「不男不女」屠嬌嬌的絕學。

### 利骨刀
「不吃人頭」李大嘴的絕學。

### 血手鑽心
「血手」杜殺的絕學。

### 伐髓洗腦
「笑裡藏刀」哈哈兒的絕學。

## 楚留香系列

### 天水神功
「神水宫」宫主水母阴姬的武功，招式如行云流水般。以阴柔见长，变化万千，诡秘难测，轻功方面亦是安如泰山，登峰造极。這門奇功是自水中练就，內力如一股奇异的力量，这股力量如浪潮初起，澎湃不绝！这种掌力最厉害之处，就是令对方非但不能招架，也不能退，正像是已投身洪流之中的人，只有奋力逆流而上，也许还有一线生机，光是想退下去缓口气，那么就立刻要被洪水卷走，死无葬身之地了。
阴姬的武功和天下各门各派的武功都不相同，是自「水」中练出来的。力量也正和「水」一样，看来虽柔和平静，其实却是无坚不摧，无物可挡的，滴水已能穿阶，洪水更能山岳移形，城市毁灭，自古以来，天下就从来没有任何一种东西能抵抗水的力量。

### 清風十三式
華山的劍法。蝙蝠傳奇中提到，「若是說起劍法來，無論是哪一門，哪一派的，都絕不敢與華山爭鋒」、「清風十三式」妙就妙在「清淡」兩字，「似有似無，似實似虛，似變未變。正如羚羊掛角，無跡可尋，對手既然根本就摸不清他的劍路和招式，又怎能防避招架。」，華山中人枯梅大師、高亞男習得此劍法。後來，枯梅大師監守自盜，和蝙蝠島勾結，此劍法從華山中外洩，被蝙蝠島用作交易，金靈芝也曾使出此劍法。

### 飛龍大九式
崑崙派的劍法。

### 蝶双飞
胡铁花的绝技。

### 蝴蝶穿花七十二式
胡鐵花獨創、江湖中難得見到的絕技

### 天武神經
记载着武功中无上秘密之书，但是这个武功有个弊端，凡是练过天武神经上武功的人，一年之中，总会有三四次突地散去全身武功，让人所有的青春活力，内功修为，刹那之间神奇的消失。而且练了天武神经的人，终生不得停顿，非得一辈子练下去不可，只有如此四十年光景才能将天武神经练成。

### 男人見不得
石觀音自創的招式，男人遇到這一招就得送命，所以男人是見不得的。要創出這招式，非但要對天下各門派武功有所涉獵，而且要對男人的弱點很瞭解。
此招发时，长袖飞起，如出岫之云，飞扬活动，在一眨眼间，能变换七八种姿势，看上去仿佛是一个风华绝代的舞姬。
在心情最愉快的时候，随着最优美的乐声翩翩起舞，无论是谁，见了如此美妙的舞姿，纵不意乱情迷，心里也会觉得愉快非常，而就在此时，这一招已取了你的性命。
这一招非但精妙绝伦，无懈可击，而且对男人具有极大的迷惑力，鲜有男人从此招下逃生，因此石观音给它起了「男人见不得」的怪名字。
有一次，石观音虽然只是将此招演示了一遍，并未实战运用，已骇得大侠胡铁花、姬冰雁二人直出冷汗。

### 迎風一刀斬
傳自日本的一套劍法，號稱「必殺之劍，當者無赦」。昔年日本伊賀的天楓十四郎丈劍西渡，以迎風一刀斬遍會中土高手，直至遇到少林天峰大師和丐幫幫主仁慈才落敗。後天楓十四郎之子妙僧無花假扮乃父，欲以此套武功誅殺楚留香，被楚留香的機智和輕功所化解。

### 如意八打·急風十三刺
南宮靈的武功，以兩柄短劍使出點穴鑷、判官筆、分水刺等八種兵刃招式。

### 暴雨梨花釘
李玉函夫婦的暗器，雖名為釘，卻和繍花針差不多，只不過尾端比較粗些，放在手裡還是輕飄飄的，速度快又可在四五丈外射出。外觀是個扁扁的銀匣子，約七寸長，三寸厚，製作得極為精緻，匣子的一旁排列著三行極細的針孔，每行九孔。上用小篆寫著：「出必見血。空回不祥。急中之急。暗器之王」，楚留香認為這項暗器製作之精巧，發射力量之猛，比武林上幾件有名的暗器還快上兩成，甚至超初石觀音所制的針筒。

### 死卷術
忍術九大秘功之一，無花冒充天楓十四郎時曾使用，將一只銀光閃閃的飛環當作暗器發出，手法與中原各家絕不相同，拋飛時有種說不出的詭異奇秘，飛旋來去，看來竟似是活的，使敵人感覺滿空俱是閃動的銀光，不知該如何閃避。

### 丹心術
伊賀忍術之一，無花冒充天楓十四郎時曾使用，施展時會飄出一片紫霧海浪湧向敵人，然後數點紫色光華，一旦擊中敵人會產生电闪雷轰的巨響。

### 空蟬術
伊賀忍術之一，無花冒充天楓十四郎時曾使用，在被楚留香摘下面具時以一根絲線釘上石壁，藉細線蕩飄離開。

### 少林神拳
無花陰謀被揭穿後跟楚留香交手時所用武功，隱渾拳勢，再襯上霹雷之威，招式十分剛猛。

### 彈指神通
無花所使的內家武功，一縷銳利指風，急切敵人的「期門」、「將台」諸穴。敵人不必被這─指點中，只要被指風掃及半邊身子也將動彈不得。

### 風萍掌
無花所使的少林絕技之一，出招時掌影飄飛，如狂風中漫天飛舞，掌力非是以力見長，而是以巧取勝，掌勢詭異飄忽，虛多於實。

### 柳絮劍法
峨嵋派的劍法，劍光綿密，如拔絲、如肅繭、如長江水河，滔滔不絕，不但招式奇幻，而且毫無破綻。金靈芝的七姑是峨嵋苦因師太的衣缽弟子，金靈芝因此獲得她七姑私下傳授，曾用來跟胡鐵花交手。

### 大拍手
東瀛甲賀客的絕技，原隨雲精通的三十三種武功之一。

### 大手印
黃教密宗的武功，原隨雲精通的三十三種武功之一。

### 硃砂掌
武林失傳已久的絕招，原隨雲精通的三十三種武功之一。中招者身上會留下淡紅色的掌印，但練這種掌力的心法秘訣早已失傳，初練時掌心會發紅，但練成之後，就『返璞歸真』，只有在使用時，掌心才會現出硃砂色，平時是看不出來而且修煉大多只能練一隻手，能雙手齊練者十分罕見。

### 摘心手
華山派武功，招式詭秘狠辣，是種很特別的外門功夫，拿的是種巧勁，乃是華山第四代掌門『辣手仙子』華玉鳳所創，她晚年也自覺這種武功太毒辣，所以嚴禁門下再練，至今失傳已久，但枯梅大師卻又修煉，甚至高亞男也穫傳授。

### 降龍伏虎羅漢拳
少林武學，原隨雲精通的三十三種武功之一。

### 流雲飛袖
武當武學，原隨雲精通的三十三種武功之一。

### 殭屍拳
辰州言家的家傳武功，原隨雲精通的三十三種武功之一。

### 五虎斷門刀
中原彭家的家傳武功，原隨雲精通的三十三種武功之一。

### 鴛鴦腿
北派正宗武學，原隨雲精通的三十三種武功之一。

### 小鷹爪功
施金弓的家傳武功。

### 七十二路分筋錯骨手
施金弓的家傳武功。

### 萬妙無方攝魂大九式
魔教祕劍，招中有招，變化無窮，可演變成七百二十九招，若論其出手之奇詭飄忽，招式之精妙周密，委實遠在武當派的兩儀劍法之上。

## 三少爺的劍

### 奪命十三劍
為燕十三的劍法，本來只有十三劍，後演變出第十四劍和第十五劍，是天下無敵。謝曉峰重出江湖，在夕陽、紅如血的楓林中決戰。燕十三使出第十四劍和第十五劍，燕十三因為救過謝曉峰而心生善念，驀然收劍，卻無法控制第十五劍的威力，同時為了毀了這第十五劍，第十五劍所帶來的只有毀滅和死亡，燕十三絕不能讓這樣的劍法留傳世上，他不願做武學中的罪人，因而刺穿自己的咽喉。

### 地破天惊，天地俱焚
三少爷天下无双的剑法。
一种极缓慢，极优美的动作，就像是风那么自然。
可是风吹来的时候，有谁能抵挡？又有谁知道风是从那里吹来的？
剑已慢慢的，慢慢的刺了出来。
从最不可思议的部位刺了出来，刺出时忽然又有了最不可思议的变化。
可是在这种变化之间，有一点破绽。
狂风卷开大地时，岂非也难免有遗漏的地方？可是当狂风吹过来时，又有谁能注意到这些地方？
但那破绽只是这一剑本身变化中的变化。
那就像是高山上的流水奔泉，流下来时，你明明看见其中有空隙，可是等到你的手伸过去时，流泉早已填满了这空隙。
三少爷那一剑中的破绽，根本就不是破绽。世上根本没有人能破这一剑！

### 偷天换日夺剑式
谢家的独门绝技，谢家三少爷的无双绝技，而且一向传子不传婿，传媳不传女。
这一招用得简单、干净、迅速、准确，其中的变化巧妙，更难以形容。

### 飛鷹十三刺
關外飛鷹獨創的劍法，名震邊陲，是七禽掌一類的武功，以高擊下，以強凌弱。

### 一串鞭
外功中登峰造極的功夫，天下只有兩個人練成這種功夫，分別為「風雲雷虎」雷震天及「玉霸王」白雲城。練成此功者，運功時全身每一個骨節全都像爆竹般一連串響起，響個不停發出勁力。化名鐵虎的雷震天以此神功與化名阿吉的謝曉峰對戰，謝曉峰以一段枯枝因力借力，用雷震天第一個骨節間發出來的力量和震動打碎他第二個骨節，破解了一串鞭，雷震天全身骨節都被擊碎而死。

### 鐵騎快劍
名滿天下的一百三十二式連環快劍，一劍比一劍狠。第一環二十一劍為「亂弦式」，因為使出時，對方必定要以劍相格，兩劍相擊聲如亂弦。 最後一環為「斷弦式」，鐵騎快劍中的精粹，隱隱有鐵馬金戈聲、戰陣殺伐聲，紅旗鏢局鐵中奇壯年時通常只要八九十招已能殺敵，對手一定太強才會用「斷弦式」，所以招招都是與敵共歸於盡的殺手，每一劍刺出都絲毫不留餘地、不留餘力。 因為二十一劍刺出後就已弦斷聲絕，人劍俱亡。

## 蕭十一郎

### 燕子三抄水
飛大夫公孫鈴的獨到輕功。

### 大開碑手
共有三十六招，厲剛的成名武功。

### 九轉還童，脫胎換骨 / 九轉無相神功
練至爐火純青之境，身子會縮小為童子，修道之人皆有元神，若元神煉成形即可脱離軀殼。練這神功的人，無論練成多高深的功夫，若受了重傷便會散功，體型恢復原來正常的樣子。
蕭十一郎認為逍遙侯本來不是侏儒，是因為練了這種神功才縮小的，逍遙侯跌入絕谷受重傷後散功了，所以他的人又放大了。

## 陸小鳳系列

### 靈犀一指
陸小鳳最擅長的武功，名為靈犀一指，指的就是陸小鳳的兩根手指頭。陸小鳳的兩根手指頭，可以夾住敵人向他攻擊的任何兵器，包括劍、刀、暗器等。陸小鳳多次遭受敵人襲擊，靠的幾乎都是靈犀一指來脫困，其中最為江湖流傳的是用靈犀一指接着葉孤城的天外飛仙(雖然陸小鳳承認有幸運成份)。

### 天外飞仙
“月圆之夜，紫禁之巅，一剑西来，天外飞仙……”描写的是叶孤城和他的“天外飞仙”。
“天外飞仙”无疑是古龙的武术系统中，有招这一层面上，最辉煌的顶峰，虽然囿于“有招”，然而它已经隐隐可以上达“无招”的天意。也是古龙少有下了重重的描写的剑招——实在已经是天下无敌的剑招。
『天外飞仙』是「白云城主」叶孤城所创剑法，如青天白云无瑕无垢。此招居高而击，一剑下击之势辉煌迅急，拥有连骨髓都冷透的剑气，剑之锋芒可怕到不能抵挡！一道剑光斜斜飞来，如惊芒掣电，如长虹经天。此随心所欲的剑术变化，正是武功中至高无上的境界，已可算是天下无双的剑法。
叶孤城自创的辉煌剑法「天外飞仙」不亚于燕南天独创的强霸剑术「神剑诀」。这招威力无比，能用「人剑合一」、「天人合一」来形容
其完美无缺。
人与剑似已合二为一 ，剑光如匹练如飞虹，直刺了过去，剑光辉煌而迅急，没有变化，甚至连後著都没有，将全身的功力都溶入这一剑中，没有变化有时也正是最好的变化。
这一剑形成於招未出手之先，神留於招已出手之後，以至刚为至柔，以不变为变。
没有人能形容这一剑的灿烂和辉煌，也没有人能形容这一剑的速度，那已不仅是一柄剑，而是雷神的震怒，闪电的一击。
纵是西门吹雪在比剑中都处于被动的局面，如果不是叶孤城面对特殊情形一心求死，恐怕同样无法幸免。

### 刀剑双杀七七四十九式
金鹏王朝的亡臣独孤一鹤所创武功，他投入峨媚門下時在刀法上已有了極深厚的功力，經過三十年的苦心，將刀法的剛烈沉猛，溶入峨嵋靈秀清奇的劍法 ，可以用刀使，也可以用劍，正是普天之下，獨一無二的功夫。

### 兩儀神劍
武當派絕學，木道人的成名劍法，共八八六十四招。和巴山顧道人的七七四十九手回風舞柳劍、崑崙派的飛龍大九式齊名，並稱玄門三大劍法。

### 鳳雙飛
武林名宿天禽老人自創的絕招，當年曾和獨孤一鶴的師父胡道人比拼過。

### 滿地開花八十一式
江湖四怪中朱非的武功，是武林少見的絕技。

### 黑鬼爪
大頭鬼王司空斗右手練的武功，至少有二十年苦練的功力，施展時手會變成漆黑色。

### 白骨爪
大頭鬼王司空斗左手練的武功，至少有二十年苦練的功力，施展時手會變成雪白色。

### 龜息功
老實和尚的武功，可用來裝死。

### 東洋神風刀法
沙大戶的武功，圍攻老實和尚喬裝的陸小鳳時曾使出，被陸小鳳認出他是一名殺人不眨眼的江洋大盜。

### 化骨綿掌
與金庸筆下的化骨綿掌出處不同，但有著一樣的效果，古龍筆下的化骨綿掌由化骨道人所創，後來又出現於無名島上。
绝传已久的功夫，「绵掌」是「武当派」绝技，内家正宗，可是「绵掌」上面再加上「化骨」二字，就大大不同了。
这种掌力不但阴毒可怕，而且非常难练，练成之後，一掌打在人身上，被打得人浑如不觉，可是两个时辰後掌力发作，全身骨骼就会变得其软如绵，就算神仙也万万救不活，比起西藏密宗的「大手印」和西方星宿海的「天绝地灭手」都要厉害得多。
自从昔年独闯星宿海，夜入「朝天宫」，力杀黄教大喇嘛的「化骨仙人」故去後，江湖中就已没有再出现过这种掌力。

### 劍器
劍器並非劍，而是古代的一種武舞的名稱。舞者綵衣空手，綵帶如飛，到唐代公孫大娘時，才將這種本來只作觀賞的舞技，加以豐富、變化，借之創立一種劍法，劍器終於變成了真正可以殺傷敵人的武技。但公孫大娘當時在聖文神武皇帝駕前作此舞時，生怕劍氣驚擾聖駕，因此並不用劍。這種劍法既然脫胎於舞，當然和別的劍法不同，所以舞者恆穿七色霓裳，因為這種劍法真正的威力，是需要「美」來發揮的，也只有至美之人，才能把這種劍法發揮到極至。
陸小鳳為了揭開平南王府重寶失蹤之謎，與俠女公孫大娘（非唐代公孫大娘）決鬥於庭院。公孫大娘嫻熟劍器，一雙一尺七寸的系綢短劍使得奇詭毒辣，招式紛繁複雜，猶如水銀瀉地，無孔不入，只要陸小鳳露出一點破綻，眼與神稍有疏忽，就可能立斃劍下。但陸小鳳鎮靜自如，先是假裝逃走，然後用剛剛從白雲城主葉孤城處學到的一招劍法之精華「天外飛仙」驟然刺回，這一劍輝煌而迅急，貫透了陸小鳳全身的勁力。公孫大娘雖然人若彩霞、劍似流星，還是來不及變化，身上的綵帶，被削斷了數十條，遂俯首認輸。

### 如意蘭花手
这如意兰花手名字虽美，却是武林中最可怕的几种功夫之一，分筋错脉，伤人於无形，不但阴劲狠毒，手法的变化更诡秘飘忽。

### 指刀
武林中绝传已久的功夫，昔年和「张边殷氏」的「一阳指」、「华山派」的「弹指神通」并称。
掌握這種武功的人留著一寸多長用藥水泡過的指甲，平時都是捲起來的，可是只要他手指一彈，捲起一圈的指甲就突然伸得筆直，晶瑩堅白，閃閃發光，就像是刀鋒一樣，且能發出縷縷銳風，勁力十足。陸小鳳在東海荒島上與一夥人聚賭，旁邊一位滿頭白髮、道貌岸然的老學究幾次以指刀神功將骰子擊得粉碎，令陸小鳳驚駭不已。

### 混元一氣功
不可思议的气功。

### 醉臥流雲七殺手
惟有领者得真传，绝传已八十年的醉中七杀手。

### 天殘十三式
本是「海南派」镇山剑法，可惜三十年前就已绝传，连「海南派」当代的掌门人也只练成其中两式。

### 大手印
手掌陡然肿大一倍餘，而且隐透紫红。

## 白玉老虎

### 玉女劍法
衞鳳娘所練劍法，適合脾氣溫和賢淑的女子練習。

### 陰勁
內力中最難練的一種，也是最可怕的一種，練成者身上某男人的特徵會開始退化，所以練陰勁的人通常會練得陰陽怪氣，不男不女的，這功夫踓然厲害，練的人卻極少，唐門兄弟唐缺及唐玉便是練成了陰功。
陰功練成後，使用時伸出三根手指，用指尖在對方的喉結上一點，能聽見一聲很清脆的碎骨聲，同時人的眼珠突然彈出，呼吸瞬間停頓，整個人突然僵硬，然後便散發出一陣臭氣。

## 大武俠時代

### 如意天魔連環八式
東方魔教的獨創刀法，昔年魔教教主以一柄小樓一夜聽春雨縱橫天下，獨創如意天魔連環八式，每式三十六招，每招一百零八變，招中套招，緊扣連環，第一刀劈下，就讓人再也沒有喘息的機會。刀光一閃，帶著奇妙而詭異的弧度劃出，就像是倒映在水中的一彎新月，在水波被微風吹皺時那種變形的月影般的弧度。沒有人能形容這種月影的詭秘變化，因為每一次微風吹動水波時，水中月影都會有一種完全不同的變化，每一種變化都不是任何人事先可以預料得到的。只要一刀得手，第二刀就會立刻跟著劃出，依照對方行動時某種不變的准則劃出，就像是鬼魂已附上了你的身一樣，永遠緊跟著你；第二刀之後，立刻就有第三刀，第四刀……

### 破雲摘星九九八十一劍
薛滌纓的劍法，綿密細膩、變化無窮、滴水不漏確又無孔不入。「知劍」杜黃衫認為是柳輕侯霹靂雷霆十三式的剋星。

### 霹靂雷霆十三式
柳輕侯練的劍法，以"氣"、"勢"，和"力"結合成的"霹靂雷霆十三式"，剛烈威猛，天下無雙